# 1894年9月29日日食
1894年9月29日日食为一次在协调世界时1894年9月29日出現的日全食。該次日食食分為1.0226，食甚維持1分55秒。

## 概述
這次日食的食分是1.0226，全食維持1分55秒。

## 基本參數
- 類型：日全食
- 食甚資料：
  - 日期：1894年9月29日
  - 時間：5時39分2秒
  - 地點：26S 79E
  - 食分：1.0226
  - 日全食持續時間：1分55秒

## 外部連結
- NASA日食專頁（页面存档备份，存于）（英文）